# Hôtel de ville d'Aix-les-Bains
L'hôtel de ville d'Aix-les-Bains, ou mairie d'Aix-les-Bains, est un bâtiment public situé en France sur la commune d'Aix-les-Bains, dans le département de la Savoie en région Auvergne-Rhône-Alpes qui abrite actuellement les services publics de la ville et les élus municipaux d'Aix-les-Bains.
Érigé comme château au XVIe siècle, l'Hôtel de Ville d'Aix-les-Bains fait aujourd'hui l’objet d’un classement au titre des monuments historiques depuis le 7 août 1890 pour l'escalier, et depuis le 11 décembre 1982 pour l'ensemble en dehors de l'aile nord.

## Localisation
L'hôtel de ville d'Aix-les-Bains est situé dans le département français de la Savoie, sur la commune d'Aix-les-Bains. Il est implanté sur la place Maurice Mollard, en face des anciens thermes nationaux (inscrits MH), en bordure du parc floral des Thermes (inscrit MH) et sur la même place que l'arc de Campanus (classé MH). Il est voisin du temple de Diane (classé MH).

## Histoire
L'hôtel de ville d'Aix-les-Bains fut autrefois un château seigneurial, construit par les nobles de Seyssel, marquis d'Aix, après la destruction du premier château, installé sur le plateau. Il ne reste presque rien de l'édifice du Moyen Âge, dont les principales tours, probablement du XIIIe siècle, furent démolies à la fin du XIXe siècle. Toutefois, une datation par dendrochronologie du plafond du rez-de-chaussée, permet de dater corps de logis de l'année 1400. Quant au bel escalier d'honneur, il fut érigé à la toute fin du XVIe par Isabeau de la Roche Andry (ou Roche Chandry suivant les textes) à une période où la famille de Seyssel était au sommet de sa puissance, notamment grâce à Claude de Seyssel. Il menait à une très petite chapelle édifiée en son sommet.
Le château est racheté par la commune en 1866. La ville le modifie assez superficiellement pour en faire son hôtel de ville, ouvert en 1868. En 1890, l’escalier est classé au titre des monuments historiques, lequel sera suivi par un classement de l'édifice entier à l’exception de l’aile nord en 1982.

## Galerie de photographies

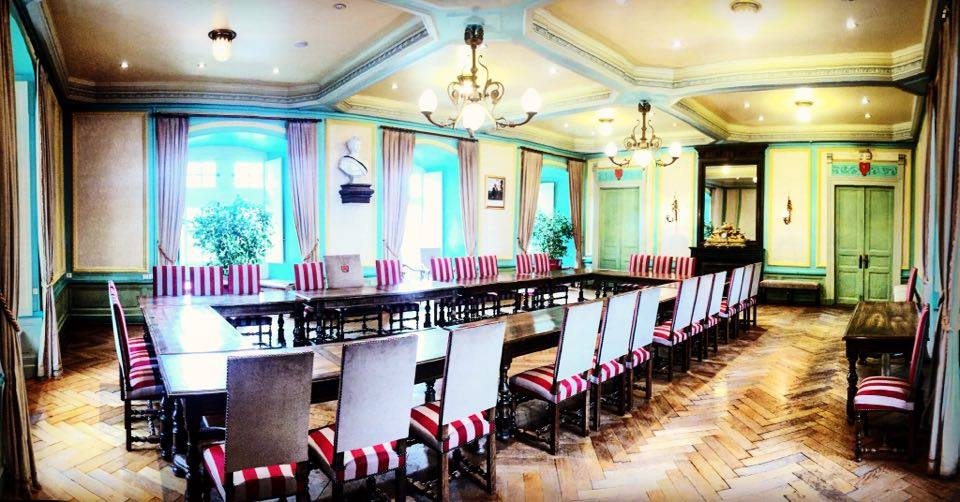
Salon d'Honneur de l'hôtel de ville.
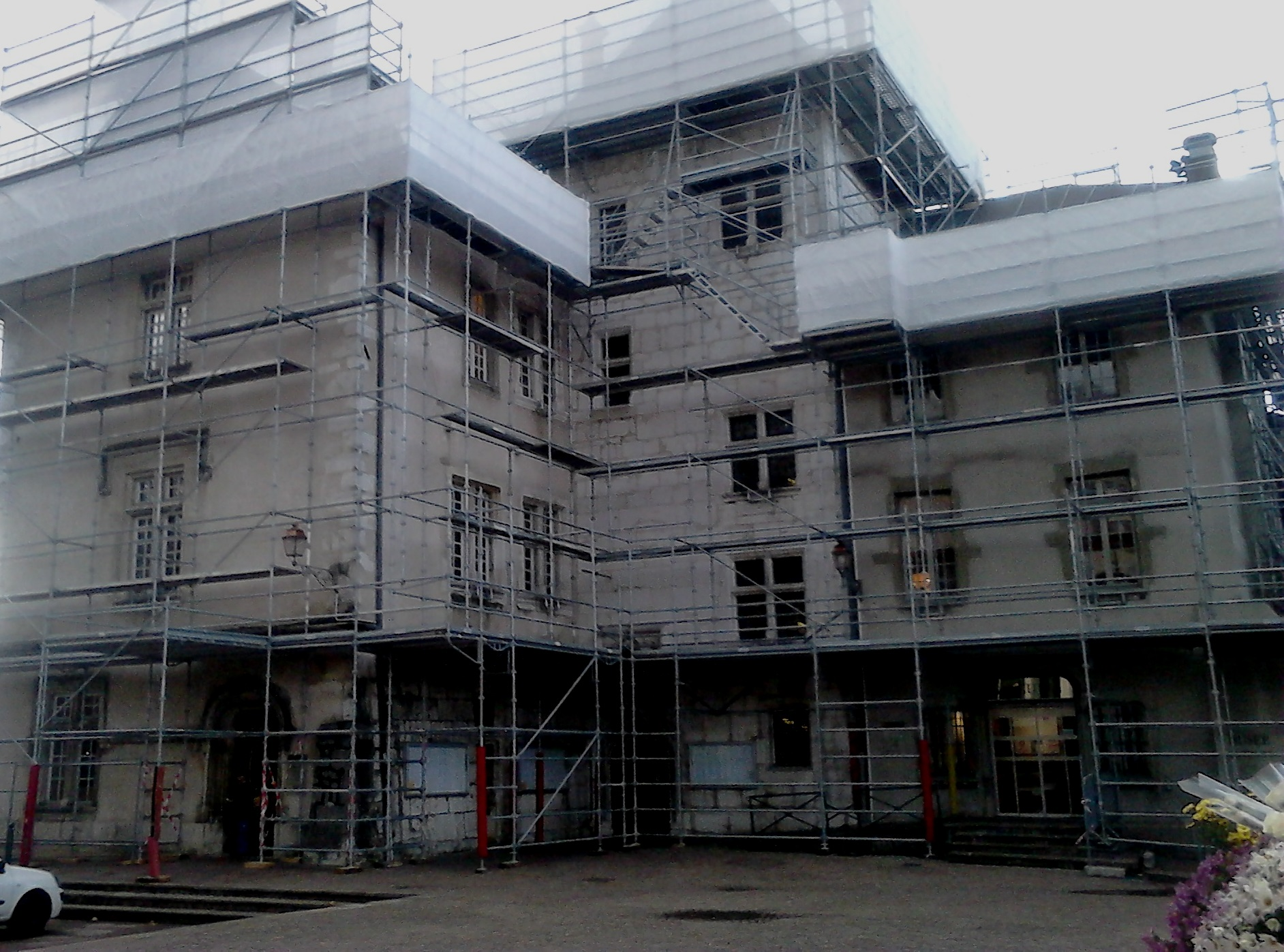
Travaux de réfection de la toiture en 2015.
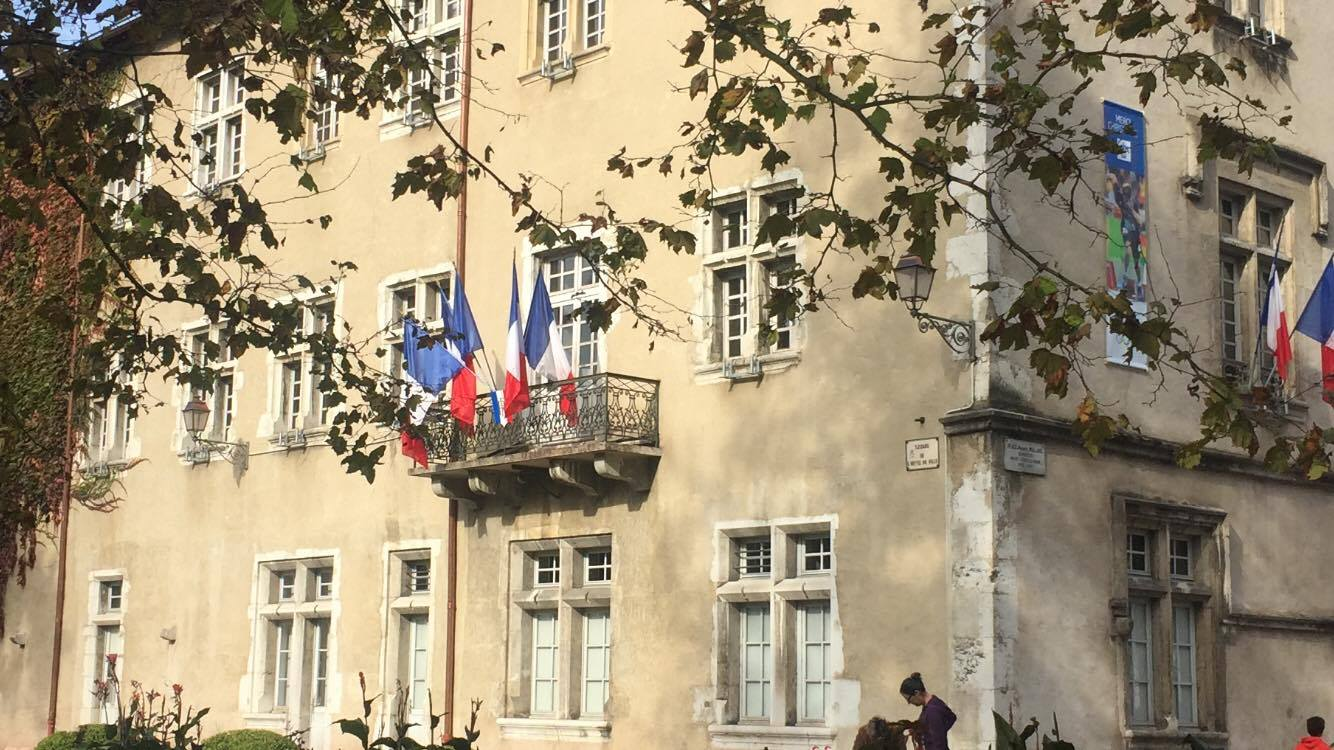
Façade extérieur de l'hôtel de ville d'Aix-les-Bains.

### Rénovation
En octobre 2015, le maire Dominique Dord a lancé le projet de réfection total du toit de l'hôtel de ville, en parallèle de celui des thermes nationaux. Le coût du chantier s'élève à environ 500 000 euros.